# Cowwarr
Cowwarr is een plaats in de Australische deelstaat Victoria en telt 563 inwoners (2006).